# Artforum
Artforum es una revista internacional especializada en Arte contemporáneo con sede en la ciudad de Nueva York. La revista se publica diez veces al año, de septiembre a mayo, junto con un número anual de verano. Distinguida por su formato cuadrado de 10½ pulgadas, con cada portada dedicada a la obra de un solo artista, la revista es ampliamente reconocida como una voz decisiva en su campo. La revista ofrece artículos en profundidad y reseñas de arte contemporáneo, así como reseñas de libros, columnas sobre el cine y la cultura popular, y numerosos anuncios de página completa de destacadas galerías de todo el mundo.

## Historia

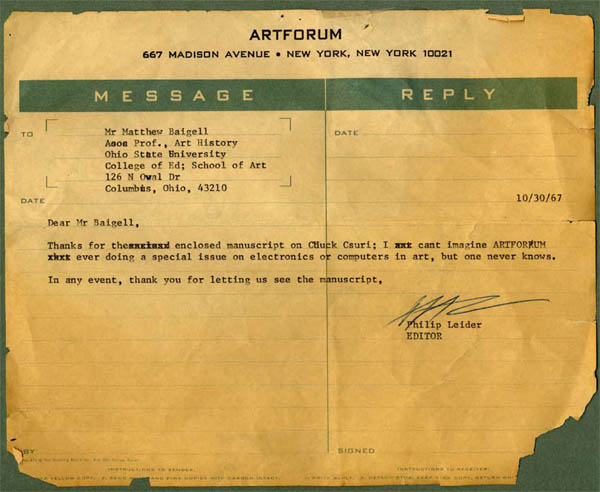
Nota de la revista Artforum (1967)

Artforum fue fundada en 1962 en San Francisco por John P. Irwin, Jr. El siguiente editor / propietario, Charles Cowles, trasladó la revista a Los Ángeles en 1965 antes de instalarse finalmente en la ciudad de Nueva York en 1967, donde mantiene oficinas hoy. La mudanza a Nueva York también abarcó un cambio en el estilo de trabajo defendido por la revista, pasando del arte de estilo californiano al arte postmoderno, luego el estilo líder del arte en la ciudad de Nueva York.
La salida de Philip Leider como redactor jefe en 1971 y la llegada de John Coplans como el nuevo redactor en jefe coincidió aproximadamente con un cambio hacia tendencias más de moda y lejos del arte postmoderno o modernismo tardío. Una mezcla de enfoques de arte minimalista, conceptual, corporal, o los llamados land art o instalaciones proporcionó una plataforma para artistas como Robert Smithson, Donald Judd, Sol LeWitt y otros. En 1980, después de abrir su propia galería en Nueva York, Charles Cowles se distanció de la revista. La revista Sister Bookforum se inició en 1994.

## Ediciones especiales
En septiembre de 2012, con motivo del 50 aniversario de la revista, Artforum, lanzó una edición especial con el tema de “los nuevos medios en el arte”. La publicación más veterana del mundo del arte contemporáneo, a través de los textos de 90 críticos, artistas, comisarios e historiadores, preparó el volumen más extenso hasta la fecha para plantear el pasado y el futuro del arte digital.

## Polémicas deArtforum
Un libro de Amy Newman que narra la historia temprana de la revista, Challenging Art: Artforum 1962-1974, fue publicado por Soho Press en 2000.
El libro documental Seven Days in the Art World de Sarah Thornton (2008) contiene un capítulo titulado "The Magazine" en el que se adentra en los entresijos de Artforum. En él, Thornton dice: "Artforum es al arte lo que Vogue a la moda y Rolling Stone al rock and roll. Es decir, una revista comercial convertida en una auténtica institución, con opiniones polémicas".

## Colaboradores
| - Walter Darby Bannard - Andrew Berardini - Maurice Berger - Yve-Alain Bois - Dennis Cooper - Arthur C. Danto - John Elderfield - Manny Farber - Hal Foster - Michael Fried - RoseLee Goldberg | - Kim Gordon - Clement Greenberg - Selma Holo - Thomas McEvilley - Dave Hickey - A. M. Homes - Gary Indiana - Donald Judd - Max Kozloff - Rosalind Krauss - Rachel Kushner | - Thomas Lawson - Lucy Lippard - Greil Marcus - Annette Michelson - Robert Morris - Barbara Rose - Roberta Smith - Robert Smithson - Amy Taubin - Carol Vogel - Edmund White |

## Editores
- Michelle Kuo (2010– )
- Tim Griffin (2003–2010)
- Jack Bankowsky (1992–2003)
- Ida Panicelli (1988–1992)
- Ingrid Sischy (1980–1988)
- Joseph Masheck (1977–1980)
- Nancy Foote (1977)
- John Coplans (1972–1977)
- Philip Leider (1962–1971)